# Titus Makin Jr.

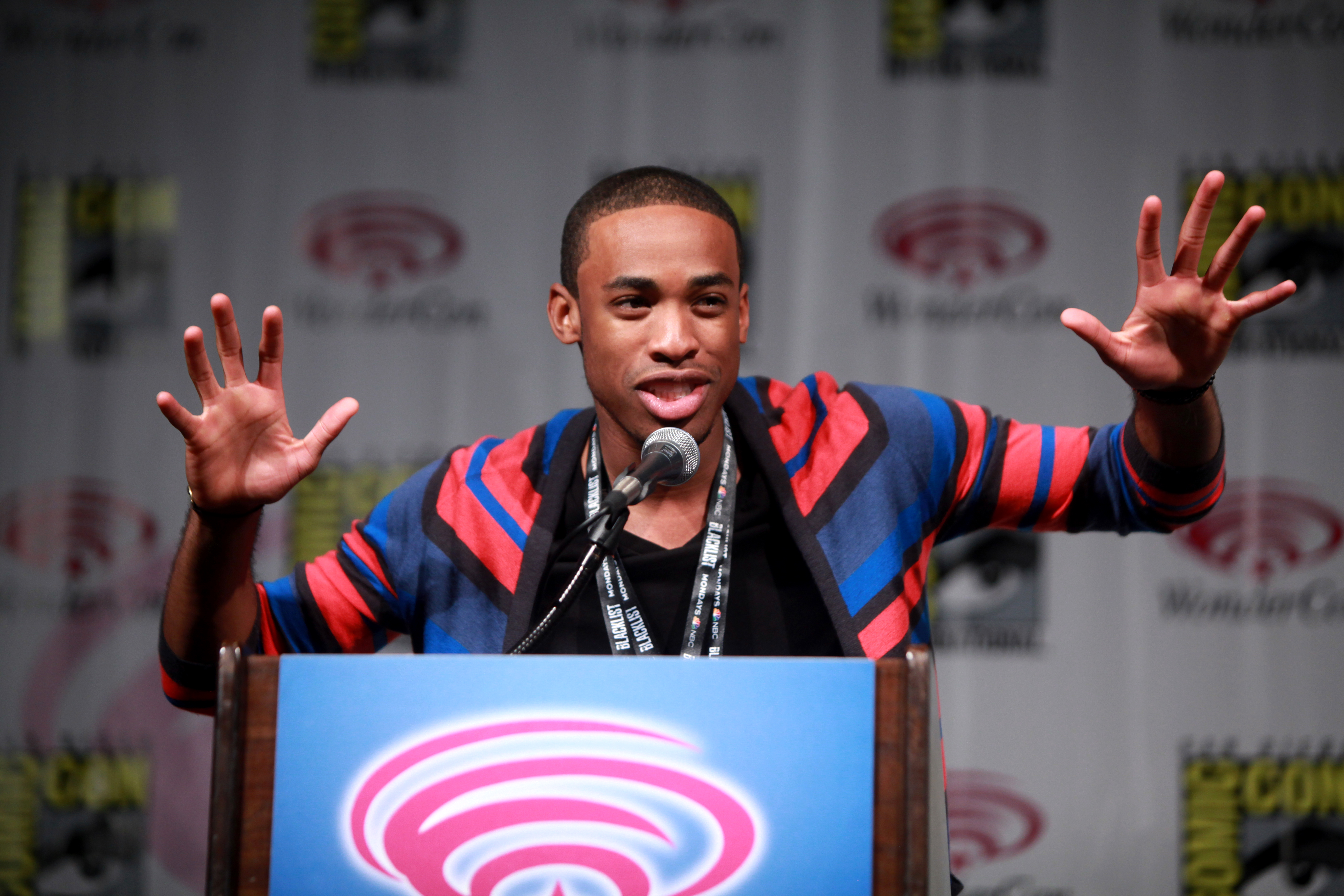
Titus Makin (2014)

Titus Odell Makin Jr. (* 10. Juni 1989 in Honolulu, Hawaii) ist ein US-amerikanischer Schauspieler und Tänzer.

## Leben
In seiner Kindheit zog die Familie häufiger um; der Vater war Soldat. Titus fing an zu singen und zu tanzen, und im Alter von neun Jahren nahm er an seiner Grundschule an einem Talentwettbewerb teil. Obwohl er wusste, dass er im Showgeschäft arbeiten wollte, hatte er bis zu seinem Schulabschluss an der Buena High in Sierra Vista, Arizona, im Jahr 2006 keine Schauspielerfahrungen gesammelt. Nach der High School wurde er am The New York Conservatory for Dramatic Arts angenommen. In seinem ersten Jahr wurde er für die New York Knicks Acroback Tumbler ausgewählt, die bei einer Halbzeitshow der New York Knicks im Madison Square Garden auftraten. Nach dem Abschluss zog er nach Los Angeles, um seine Schauspielkarriere voranzutreiben.
Eine seiner ersten Rollen war die eines Tänzers in einer Episode der Fernsehserie Victorious. 2010 war er als Tänzer in zwei Episoden der Seifenoper Liebe, Lüge, Leidenschaft zu sehen. Im selben Jahr erhielt er eine wiederkehrende Nebenrolle in der Fox-Musicalserie Glee. Darin spielte er bis 2012 in zehn Episoden die Rolle des David. 2011 wirkte er neben Lucy Hale und Freddie Stroma als Mickey O’Malley in Cinderella Story – Es war einmal ein Lied mit. Darüber hinaus hatte er Gastauftritte in The Closer, Grimm und Castle.
Ende Februar 2013 bekam Makin Jr. die Hauptrolle als Lukas in der The-CW-Fernsehserie Star-Crossed, die zwischen Februar und Mai 2014 auf dem Sender ausgestrahlt wurde.

## Filmografie (Auswahl)
- 2010–2012: Glee (Fernsehserie, 10 Episoden)
- 2011: Victorious (Fernsehserie, Episode 1x16)
- 2011: Cinderella Story – Es war einmal ein Lied (A Cinderella Story: Once Upon a Song)
- 2011: The Closer (Fernsehserie, Episode 7x11)
- 2011: Game of Your Life (Fernsehfilm)
- 2012: Grimm (Fernsehserie, Episode 2x08)
- 2012: Castle (Fernsehserie, Episode 5x09)
- 2013: Buffering (Fernsehserie, Episode 1x05)
- 2013: So This Is Christmas
- 2014: Star-Crossed (Fernsehserie, 10 Episoden)
- 2014: Grey’s Anatomy (Fernsehserie, Episode 11x08)
- 2014: Navy CIS (NCIS, Fernsehserie, Episode 11x21)
- 2014: Perception (Fernsehserie, Episode 2x12)
- 2015: Pretty Little Liars (Fernsehserie, 5 Episoden)
- 2015: Navy CIS: New Orleans (Fernsehserie, Episode 2x04)
- 2018: The Path (Fernsehserie, 11 Episoden)
- 2018: FBI (Fernsehserie, Episode 1x20)
- 2018–2021: The Rookie (Fernsehserie, 54 Episoden)
- 2021: Navy CIS: Hawaiʻi (NCIS: Hawaiʻi, Fernsehserie, Episode 1x06)